# One (U2의 노래)
〈One〉은 아일랜드의 록 밴드 U2의 곡이다. 이 곡은 1991년 그들의 음반인 《Achtung Baby》의 세 번째 곡으로 1992년 2월에 음반의 세 번째 싱글곡으로 발매되었다. 베를린에 있는 한사 스튜디오에서 음반을 녹음하는 동안, U2의 사운드와 그들의 재료의 질을 놓고 밴드 멤버들 사이에 분쟁이 일어났다. 긴장감은 밴드 멤버들이 기타리스트인 디 에지가 스튜디오에서 연주하고 있는 코드 진행에 영감을 받아 곡을 작곡한 후 그들이 〈One〉의 즉흥으로 돌파구를 마련하기 전까지 그 밴드를 해체하도록 거의 자극했다. 리드 싱어 보노가 쓴 이 가사는 밴드 멤버들의 분열된 관계와 독일의 재통일에서 영감을 얻었다. 비록 가사가 표면상으로는 "분규"를 묘사하지만, 그것들은 다른 방식으로 해석되어왔다.
〈One〉은 자선 싱글로 발매되었으며, 에이즈 연구로 나아간다. 이 곡은 아이리시 싱글 차트, 미국의 《빌보드》 음반 록 트랙, 모던 록 트랙 차트 1위를 차지했으며 영국 싱글 차트 7위, 빌보드 핫 100 차트 10위에 올랐다.
이 곡은 발매 후 비평가들로부터 호평을 받았고, 그 이후 역사상 가장 위대한 곡들을 대상으로 한 여론조사에서 발표되었다. U2는 1992년 이 곡의 라이브 데뷔 이후 대부분의 투어 콘서트에서 〈One〉을 공연했고 이 곡은 이 밴드의 많은 콘서트 영화에 출연했다. 〈One〉은 종종 인권이나 사회정의의 대의명분을 촉진하기 위해 이 그룹이 사용하는데, 이 노래는 보노의 자선단체인 ONE 캠페인에 이름을 붙인다. 2005년, U2는 R&B 레코딩 아티스트인 메리 J. 블라이즈와 함께 《The Breakthrough》라는 음반에 듀엣으로 이 곡을 다시 녹음했다.

## 작업 및 녹음
1990년 10월, U2는 독일 통일을 앞두고 베를린에 도착하여 한사 스튜디오에서 《Achtung Baby》 녹음 세션을 시작했다. "새로운 유럽"과 재결합한 도시에서 영감을 받기를 기대한 밴드는 대신 분위기가 암울해졌고 곧 그들의 음악적 방향과 소재의 질에 대한 갈등이 일어났다. 베이시스트 애덤 클레이턴과 드러머 래리 멀린 주니어가 U2의 전작과 비슷한 사운드를 선호한 반면 보컬 보노와 기타리스트 디 에지는 당시 유럽의 산업 및 일렉트로닉 댄스 뮤직에 영감을 받아 변화를 옹호하고 있었다. 밴드는 또한 데모와 음악적 아이디어를 완성된 곡으로 개발하는 데 어려움을 겪었다. 보노와 디 에지는 진행이 부족한 것이 밴드의 잘못이라고 믿었고, 클레이턴과 멀린은 노래의 질이 문제라고 생각했다. 멀린은 밴드의 "이것이 끝날지도 모른다고 생각했다"고 말했다.

## 발매
〈One〉은 1992년 2월 24일 자선 싱글로 음반의 세 번째 싱글로 발매되었으며, 밴드의 모든 로열티는 싱글이 발매된 나라마다 다른 에이즈 연구 기관에 기부되었다. 이 그룹의 매니저 폴 맥기네스는 그들의 결정에 대해 "그 밴드는 에이즈가 하루 중 가장 시급한 문제라고 느끼고 있으며, 우리는 10년 동안 우리와 함께 있었던 에이즈 페스트에 사람들의 관심을 집중시켜야 합니다"라고 평했다. 세이프 섹스를 홍보하기 위해, U2는 Zoo TV Tour 콘서트에서 《Achtung Baby》라는 음반 제목이 있는 콘돔을 팔았다. 싱글 음반의 커버는 데이비드 워나로위츠의 사진이다. 이 사진은 아메리카 원주민 사냥꾼들에게 쫓긴 후 절벽에서 떨어지는 들소를 묘사하고 있다. 싱글의 라이너 노트는 워나로위츠가 "우리가 통제할 수 없거나 심지어 이해할 수 없는 힘에 의해 미지의 들소와 자신과 동일시된다"고 설명했다.
이 싱글은 영국 싱글 차트에서 7위, 미국 빌보드 핫 100에서 10위, 미국 메인스트림 록 트랙 차트와 모던 록 트랙 차트에서 1위에 올랐다.

## 곡 목록
| #  | 제목                                   | 작사    | 작곡 | 프로듀서                    | 재생 시간 |
| -- | -------------------------------------- | ------- | ---- | --------------------------- | --------- |
| 1. | 〈One〉                                | 보노    | U2   | 다니엘 라누아 브라이언 이노 | 4:36      |
| 2. | 〈Lady with the Spinning Head (UV1)〉  | 보노    | U2   | 폴 배럿                     | 3:54      |
| 3. | 〈Satellite of Love〉                  | 루 리드 | 리드 | 디 에지, 배럿               | 4:00      |
| 4. | 〈Night and Day〉 (Steel String remix) | 콜 포터 | 포터 | 디 에지, 배럿               | 7:00      |

## 참여 인원
U2
- 보노 - 보컬
- 디 에지 - 기타
- 애덤 클레이턴 - 베이스 기타
- 래리 멀런 주니어 - 드럼, 퍼커션

추가 인원
- 브라이언 이노 - 추가 키보드
- 다니엘 라누아 - 추가 기타

## 인증
| 국가                                                                                         | 인증 | 판매량/출하량 |
| -------------------------------------------------------------------------------------------- | ---- | ------------- |
| 독일 (BVMI)                                                                                  | 골드 | 150,000       |
| 이탈리아 (FIMI)                                                                              | 골드 | 10,000*       |
| 영국 (BPI)                                                                                   | 실버 | 200,000^      |
| *판매량을 기반으로 한 인증 · ^출하량을 기반으로 한 인증 · 판매량+스트리밍을 기반으로 한 인증 |      |               |